# Eraldo Bispo da Silva
Eraldo Bispo da Silva (ur. 13 sierpnia 1966 w Monteiro) – brazylijski duchowny katolicki, biskup Patos od 2012.

## Życiorys
24 kwietnia 1993 otrzymał święcenia kapłańskie i został inkardynowany do diecezji Barreiras. Pracował głównie jako duszpasterz parafialny, był także m.in. koordynatorem duszpasterstwa w diecezji, sekretarzem Rady Kapłańskiej, administratorem diecezji oraz jej wikariuszem generalnym.
7 listopada 2012 papież Benedykt XVI mianował go biskupem diecezji Patos. Sakry biskupiej udzielił mu 27 grudnia 2012 kardynał Geraldo Majella Agnelo.